# Пулитцеровская премия за разъяснительный репортаж
Пулитцеровская премия за мастерство (англ. Pulitzer Prize for Explanatory Reporting) — номинация Пулитцеровской премии в области журналистики, созданная в 1985 году для поощрения выдающихся аналитических репортажей.

## История
Пулитцеровская премия за мастерство была впервые вручена в 1985 году как награда за разъяснительную журналистику и получила название Explanatory Journalism. По словам действовавшего пресс-секретаря премии Роберта К. Кристофера, решение совета было связано с усложнением экономико-политической ситуации и становлением пояснительной журналистики как основного направления в профессиональной среде. Тем не менее корреспонденты и редакторы рассматривали номинацию как общую из-за отсутствия чётких критериев. Чтобы сократить количество ежегодных заявок, в 1998 году жюри и совет премии изменили оригинальное название на Explanatory Reporting, дополнив описание: 

За выдающийся пример разъяснительного репортажа, освещающего значимую и сложную тему, демонстрирующего мастерство, доходчивое письмо и ясное представление с использованием любого доступного журналистского инструмента.Оригинальный текст (англ.)For a distinguished example of explanatory reporting that illuminates a significant and complex subject, demonstrating mastery of the subject, lucid writing and clear presentation, using any available journalistic tool.

## Лауреаты премии

### Премия за пояснительную журналистику
| Год  | Лауреат                                       | Издание                      | Комментарий |
| ---- | --------------------------------------------- | ---------------------------- | --- |
| 1985 | Джон Франклин                                 | The Baltimore Evening Sun    | За серию из семи статей «Наладчики разума» (англ. The Mind Fixers) о новой науке — молекулярной психиатрии.                                                                             |
| 1986 | Штат New York Times                           | New York Times               | За обстоятельную серию из шести работ о Стратегической оборонной инициативе, которые рассматривают научные, политические и внешнеполитические вопросы, связанные с «Звёздными войнами». |
| 1987 | Джефф Лион, Питер Горнер                      | Chicago Tribune              | За серию статей о перспективах генотерапии, изучающую последствия этого революционного метода лечения.                                                                                  |
| 1988 | Даниэль Герцберг, Джеймс Б. Стюарт            | The Wall Street Journal      | За рассказы об инвестиционном банкире, обвинённом в инсайдерской торговле, и о переломном дне, который последовал за крахом фондового рынка 19 октября 1987 года.                       |
| 1989 | Дэвид Хэннерс, Уильям Снайдер и Карен Блессен | Dallas Morning News          | За спецрепортаж об авиакатастрофе 1986 года, последовавшем расследовании и последствиях для безопасности полётов.                                                                       |
| 1990 | Дэвид А. Вайс, Стив Колл                      | The Washington Post          | За материалы, исследовавшие Комиссию по ценным бумагам и биржам и то, как она подпала под влияние политики её бывшего председателя Джона Шада.                                          |
| 1991 | Сьюзан Фалуди                                 | The Wall Street Journal      | За репортаж о финансируемом выкупе Safeway Stores, Inc., раскрывший масштабы человеческих издержек крупных финансовых операций.                                                         |
| 1992 | Роберт С. Каперс, Эрик Липтон                 | Hartford Courant             | За серию материалов о дефектном космическом телескопе Хаббл, которая иллюстрирует многие проблемы, связанные с космической программой Америки.                                          |
| 1993 | Майк Тонер                                    | Atlanta Journal-Constitution | За серию статей «Когда жуки вернутся» (англ. «When Bugs Fight Back»), которая изучает снижение эффективности антибиотиков и пестицидов.                                                 |
| 1994 | Рональд Котулак                               | Chicago Tribune              | За ясное освещение текущих событий в неврологии. |
| 1995 | Леон Даш, Люсиан Перкинс                      | Washington Post              | За материалы о борьбе семей округа Колумбия с деструктивными циклами нищеты, неграмотности, преступности и злоупотребления наркотиками.                                                 |
| 1996 | Лори Гарретт                                  | Newsday                      | За смелые репортажи из Заира об эпидемии вируса Эбола (Победитель номинирован в категории ««За международный репортаж» и перемещён Советом премии).                                     |
| 1997 | Майкл Витес, Эйприл Саул и Рон Кортес         | The Philadelphia Inquirer    | За серию статей о выборе, с которым сталкиваются тяжелобольные пациенты, стремящиеся умереть с достоинством.                                                                            |

### Премия за мастерство
| Год  | Лауреат                                                                                             | Издание                              | Комментарий |
| ---- | --------------------------------------------------------------------------------------------------- | ------------------------------------ | --- |
| 1998 | Пол Салопек                                                                                         | Chicago Tribune                      | За просветительский обзор проекта «Разнообразие генома человека», целью которого является определение генетических отношений между всеми людьми. |
| 1999 | Ричард Рид                                                                                          | The Oregonian                        | За яркую иллюстрацию последствий азиатского экономического кризиса внутри страны путём профилирования местной промышленности, которая экспортирует замороженный картофель фри. |
| 2000 | Эрик Ньюхаус                                                                                        | Great Falls Tribune                  | За яркое исследование злоупотребления алкоголем и проблем, которые оно создаёт в обществе. |
| 2001 | Штат Chicago Tribune                                                                                | Chicago Tribune                      | За «Ворота в тупик» (англ. «Gateway to Gridlock») — чёткий и захватывающий разбор хаотической системы американского воздушного движения. |
| 2002 | Штат The New York Times                                                                             | New York Times                       | За информативные и подробные репортажи до и после нападений на Америку 11 сентября, продемонстрировавшие глобальную террористическую сеть и угрозы, которые она представляет. |
| 2003 | Штат The Wall Street Journal                                                                        | Wall Street Journal                  | За ясные, чёткие и исчерпывающие истории, освещавшие происхождение, значимость и влияние корпоративных скандалов в Америке (Перемещено жюри из категории «За служение обществу»). |
| 2004 | Кевин Хелликер и Томас М. Бертон                                                                    | Wall Street Journal                  | За новаторскую экспертизу аневризмы — часто упускаемого при терапии диагноза, убивающего тысячи американцев каждый год. |
| 2005 | Гарет Кук                                                                                           | Boston Globe                         | За доходчивые и гуманные объяснения сложных научных и этических аспектов исследований стволовых клеток. |
| 2006 | Дэвид Финкель                                                                                       | Washington Post                      | За амбициозное, чёткое тематическое исследование попытки правительства Соединённых Штатов привести демократию в Йемен. |
| 2007 | Кеннет Р. Вайс, Уша Ли Макфарлинг и Рик Лумис                                                       | Los Angeles Times                    | За богато иллюстрированный отчёт о бедствиях мирового океана, представленный в печати и онлайн, спровоцировавший реакцию среди читателей и официальных лиц. |
| 2008 | Эми Хармон                                                                                          | The New York Times                   | За наглядное исследование дилемм и этических вопросов ДНК-тестирований, которое использует истории людей для обострения материала. |
| 2009 | Беттина Боксолл, Джули Карт                                                                         | Los Angeles Times                    | За свежее и кропотливое исследование затрат и эффективности попыток борьбы с растущей угрозой лесных пожаров на западе Соединённых Штатов. |
| 2010 | Майкл Мосс и штат New York Times                                                                    | New York Times                       | За неустанные репортажи о заражённых гамбургерах и других проблемах безопасности пищевых продуктов, которые вышли в печати и онлайн, выявили недостатки в федеральном регулировании и привели к улучшению ситуации (перенесено Советом премии из категории «За выдающееся расследование»). |
| 2011 | Марк Джонсон, Кэтлин Галлахер, Гэри Портер, Лу Сальдивар и Элисон Шервуд                            | Milwaukee Journal Sentinel           | За понятное описание героической попытки использовать генные технологии для спасения четырёхлетнего мальчика, страдающего неизвестной болезнью. Материал включал текст, графику, видео и другие изображения.                                                                               |
| 2012 | Дэвид Кочиневски                                                                                    | New York Times                       | За пояснительную серию статей, которая исследует правовые дебри, чтобы объяснить, как наиболее состоятельные граждане и корпорации страны часто используют лазейки и избегают налогов. |
| 2013 | Штат New York Times                                                                                 | New York Times                       | За проницательный взгляд на бизнес-практику Apple и других технологических компаний, который иллюстрирует тёмную сторону меняющейся глобальной экономики для рабочих и потребителей. |
| 2014 | Эли Саслоу                                                                                          | Washington Post                      | За тревожные и детальные репортажи о доминировании продовольственных талонов в Америке после рецессии, стимулирующие читателей бороться с проблемами нищеты и иждивения. |
| 2015 | Захари Р. Мидер                                                                                     | Bloomberg News                       | За кропотливое, ясное и захватывающее объяснение того, как такое большое число американских корпораций уклоняется от налогов и почему законодателям и регулирующим органам сложно их остановить.                                                                                           |
| 2016 | Т. Кристиан Миллер и Кен Армстронг                                                                  | ProPublica и The Marshall Project    | За поразительное исследование и разоблачение регулярных неудач правоохранительных органов в надлежащем расследовании сообщений об изнасиловании, а также осмысление травмирующих последствий для жертв.                                                                                    |
| 2017 | Международный консорциум журналистов-расследователей, штат The McClatchy Company и The Miami Herald | McClatchy Company и Miami Herald     | За панамские документы — серию историй, над которыми работало более 300 журналистов на шести континентах, чтобы выявить скрытую инфраструктуру и глобальный масштаб офшорных налоговых гаваней (Перемещено Советом премии из категории «За международный репортаж»).                       |
| 2018 | Штат The Arizona Republic и USA Today Network                                                       | Arizona Republic и USA Today Network | За красочные и своевременные репортажи, мастерски сочетавшие текст, видео, подкасты и виртуальную реальность для исследования с разных точек зрения трудностей и непредвиденных последствий выполнения обещания президента Трампа построить стену вдоль границы США с Мексикой.            |
| 2019 | Дэвид Барстоу, Сюзанна Крейг и Расс Беттнер                                                         | The New York Times                   | За исчерпывающее 18-месячное расследование финансовой отчётности президента Дональда Трампа, развенчавшее его заявления о богатстве, созданном им самим, и выявило бизнес-империю, пронизанную уклонениями от налогов.                                                                     |
| 2020 | Штат The Washington Post                                                                            | The Washington Post                  | За серию новаторских статей, которая с научной точностью продемонстрировала последствия повышения температуры на планете. |
| 2021 | Эндрю Чанг, Лоуренс Херли, Андреа Янута, Джейми Дауделл и Джеки Боттс                               | Reuters                              | За исчерпывающее исследование, основанное на новаторском способе анализа данных федерального суда США, в отношении малоизвестной правовой доктрины — «квалифицированного иммунитета» и того, как она защищает от судебного преследования полицейских, применивших неоправданное насилие.   |
| 2022 | Штат Quanta Magazine, в особенности Натали Волчовер                                                 | Quanta Magazine                      | За репортаж, раскрывающий сложности создания космического телескопа Джеймса Уэбба, предназначенного для проведения новаторских астрономических и космологических исследований. |
| 2023 | Кейтлин Дикерсон                                                                                    | The Atlantic                         | За подробно освещенный и убедительный отчет о политике администрации Трампа, которая насильственно отделяла детей-мигрантов от их родителей, что привело к злоупотреблениям, которые продолжались и при нынешней администрации.                                                            |
| 2024 | Сара Стиллман                                                                                       | The New Yorker                       | За резкое осуждение зависимости правовой системы США от обвинения в тяжком убийстве и его разрозненных последствий, часто разрушительных для «цветных» сообществ. |
| 2025 | Азам Ахмед, Кристина Голдбаум; Мэттью Эйкинс (вклад)                                                | The New York Times                   | За репортаж о деятельности союзника США в афганской войне 2001—2021 годов генерала Абдула Разика, приведшей к исчезновению более 300 афганцев, а также сокрытии Соединёнными штатами данных преступлений.                                                                                  |